# Joseph Marshall III
Joseph Marshall III és un escriptor d'ètnia sioux de la Reserva índia de Rosebud. Es va educar en les tradicions i la seva llengua materna és el lakota. Va lluitar amb els marines a Vietnam. És artesà, historiador i escriptor, cofundador de la Universitat Sinte Galeshka. Autor de Winter of the Holy Iron (1994), On Behalf of the Wolf and the First Peoples (1995), The Dance House: Stories from Rosebud (1998), Thunder Dreamer: The Journey of Crazy Horse (2003), The Lakota Way: Stories and Lessons for Living (2002) i Thunder Dreamer: The Journey of Crazy Horse (2003).